# Championnat de Tunisie masculin de handball 1957-1958
Navigation
Saison précédente Saison suivante
La saison 1957-1958 du championnat de Tunisie masculin de handball est la troisième édition de la compétition.
Le double champion de Tunisie, le Tunis Universitaire Club, dont la plupart des joueurs ont quitté la Tunisie, est dissous ainsi que l'Association sportive populaire. Pour combler le vide, la Fédération tunisienne de handball fait accéder trois clubs de la division 2 en nationale. Mais l'arrêt prolongé du championnat en raison du bombardement de Sakiet Sidi Youssef amène à ne pas reprendre la compétition et à attribuer le titre en fonction des résultats de l'aller simple, en poule unique de sept clubs. Les sept journées du championnat ont ainsi été bouclées entre le 17 novembre 1957 et le 8 janvier 1958. L'Union sportive de la marine de Menzel Bourguiba (ancienne Union sportive de la marine de Ferryville) remporte le titre alors que, pour la coupe de Tunisie de handball, l'Effort sportif gagne par forfait contre le Patrie Football Club bizertin.

## Clubs participants
| - Union sportive de la marine de Menzel Bourguiba - Stade gaulois - Effort sportif - Patrie Football Club bizertin | - Zitouna Sports - Joyeuse union - Club africain |

## Compétition

### Classement
Le barème de points servant à établir le classement se décompose ainsi :
- Victoire : 3 points
- Match nul : 2 points
- Défaite : 1 point
- Forfait : 0 point

| Classement | Équipe                                          | Points | Matchs | Victoires | Nuls | Défaites |
| ---------- | ----------------------------------------------- | ------ | ------ | --------- | ---- | -------- |
| 1          | Union sportive de la marine de Menzel Bourguiba | 17     | 6      | 5         | 1    | 0        |
| 2          | Effort sportif (C)                              | 15     | 6      | 4         | 1    | 1        |
| 3          | Zitouna Sports (P)                              | 13     | 6      | 3         | 1    | 2        |
| 4          | Stade gaulois                                   | 12     | 6      | 3         | 0    | 3        |
| 5          | Joyeuse union                                   | 11     | 6      | 2         | 1    | 3        |
| 6          | Patrie Football Club bizertin                   | 9      | 6      | 2         | 0    | 4 (1F)   |
| 7          | Club africain (P)                               | 5      | 6      | 0         | 0    | 6 (1F)   |

### Division 2
Le championnat de seconde division, qui réunit six clubs, est remporté par Al Mansoura Chaâbia de Hammam Lif après une âpre lutte contre l'Association sportive militaire de Kharrouba et l'Association sportive normalienne.
| Classement | Équipe                                      |
| ---------- | ------------------------------------------- |
| 1          | Al Mansoura Chaâbia de Hammam Lif           |
| 2          | Association sportive militaire de Kharrouba |
| 3          | Association sportive normalienne            |
| 4          | Joyeuse union II                            |
| 5          | En-Najah                                    |
| 5          | Patriote de Sousse                          |

## Champion
- Union sportive de la marine de Menzel Bourguiba
  - Effectif[1] : Sabbio (GB), Alberti, Petit, Cicazzo, Morelli, Figuccia, Zani, Santangelo, Paccini